# シャイアン (テレビドラマ)
『シャイアン』（原題：Cheyenne）は、 アメリカ合衆国のテレビ西部劇。クリント・ウォーカー主演。南北戦争後のアメリカ西部を旅をしながら一人で逞しく生きていく男の物語で、アメリカでは1955年にABCから放送され、日本では1960年5月から当時のKRT(同年12月よりTBS）で放送された。モノクロ。製作はワーナー・ブラザース。

## 概要
先住民と白人との間に生まれて、やがて身分を隠して軍隊の偵察員として活動し、また一方ではネバダ州の副保安官でもあるシャイアン・ボーディを主人公に、西部の各地を巡りながら悪と戦う姿を描いている。アメリカでは7年続くシリーズとなった。主演のクリント・ウォーカーはこの作品でスターとなった。また、ハリウッドの大手映画会社のスタジオで製作された初めてのテレビドラマであり、TVシリーズとしては初の1時間番組でもあった。

## 放送

### アメリカ

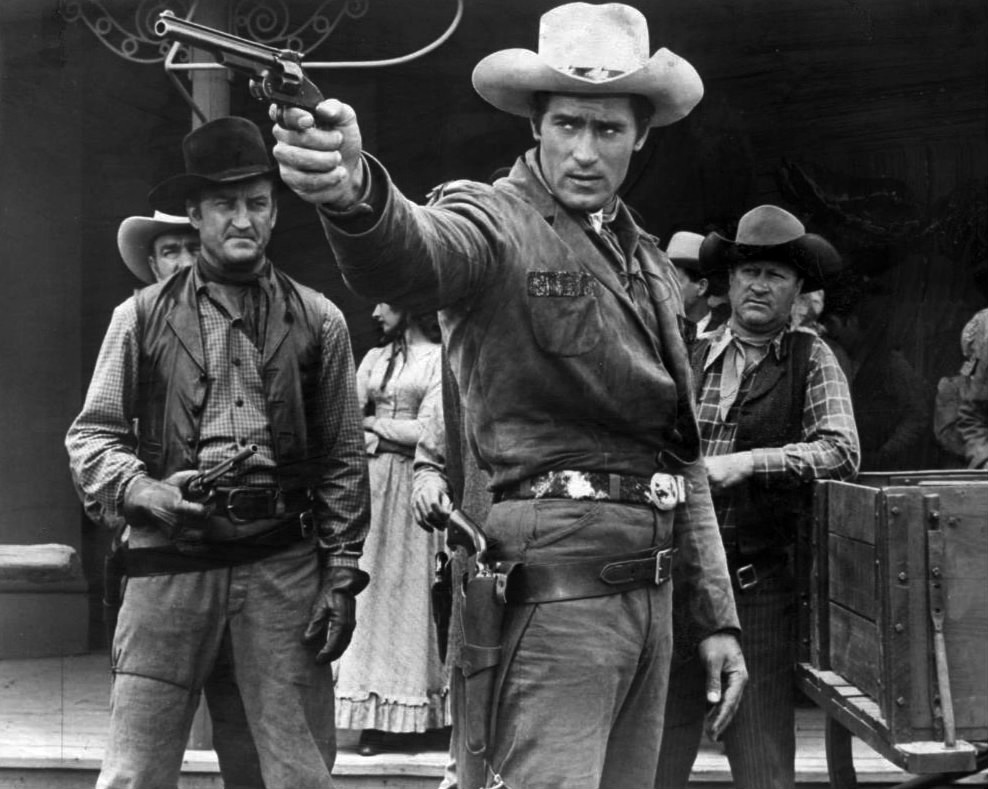
クリント・ウォーカー

アメリカではABCで1955年9月20日から1962年12月17日まで放送され、7シーズン・全108話で終了した。放送時間帯は月曜日19:30 - 20:30であった。
スタートは1955年秋であったが、この「シャイアン」は必ずしも単独のTVシリーズではなく、第1シーズンは製作会社のワーナー・ブラザースがABCにて放送した1つの番組「Warner Brothers Present」の中の1つのシリーズとして放映されたものであった。他のシリーズは「Casablanca」「Kings Row」でこの2シリーズと交互に放映されて、第1シーズンはわずか15本の製作本数であった。その後も第2シーズン20本、第3シーズンも20本で、常に他のシリーズとの交互放映であった。そして第3シーズン終了後に、製作会社ワーナーと契約更改で揉めて、1958年のシーズンを棒に振り、その間に「シャイアン」の代わりに製作されたのが「ブロンコ」(タイ・ハーディン主演)であった。そして1959年秋の新シーズンに契約問題が解決して復帰したことで、ワーナーはそれ以外にも製作していた「シュガーフット」(ウイル・ハッチンス主演)と前年スタートした「ブロンコ」と「シャイアン」の3作品を合わせて「The Cheyenne Show(シャイアン・ショー)」と名付けた1つの番組で3作品を順繰りに放映するスタイルを取り、1961年秋からは「ブロンコ」との2作品で隔週放映となった。この放映形態が日本でも行われることになった。

### 日本
日本では1960年5月2日から1961年5月1日まで、KRT(ラジオ東京テレビ、現TBS)で放映。放送時間は月曜日19:00 - 20:00（JST）。全く同じ時間帯で日本テレビは「ボナンザ」をこの年7月から放送を開始して、当時としては大人が見る重量感のある西部劇が同じ時間帯となって、西部劇ファンはどちらかを選ぶしか方法はなかった。
そして1961年5月1日でいったん放映は休止し、そして次番組で放映されたのが「ブロンコ」であった。「シャイアン」とは兄弟番組のような関係で、兄が「シャイアン」で弟が「ブロンコ」そして「シュガーフット」であったが、放映を始めると日本では弟分の「ブロンコ」の方が人気が高く、やがて翌1962年2月で「ブロンコ」の毎週放映を終えて、翌週3月5日より改めて「シャイアン」との隔週放映を始め、番組名は「ブロンコ・シャイアン」となった。その第1回は、「シャイアン」シリーズの1エピソードだが、これに「ブロンコ」のタイ・ハーディンも「シュガーフット」のウイル・ハッチンスも同じ役で出演していた。
そして翌1963年4月8日で、「ブロンコ」の全68話が終了したのに伴い「ブロンコ・シャイアン」は終了。そして翌週から「ガンスリンガー・シャイアン」にタイトルを改めて再スタートした。この「ガンスリンガー」(トニー・ヤング主演)は、アメリカCBSが製作した西部劇で62年の正月明けにわずか12本が放送されただけで終わったもので、「シャイアン」とは製作会社も放送局も違い、本来は別々に放映されるものであったが、「シャイアン」と抱き合わせの形で隔週放映となった。そして1963年8月26日の「シャイアン」の最終話の放映で終了となった。その後東京12チャンネルが1967年から本来の「シャイアン」というタイトルの他に「荒野のガンマン」「情無用の拳銃」というタイトルでも放送した。

## キャスト
- シャイアン・ボーディ：クリント・ウォーカー（吹替：塩見竜介）
- ブロンコ・レーン：タイ・ハーディン
- トム・ブルースター：ウィル・ハッチンス

## エピソード
- 「ブロンコ」は西部開拓史上に残る実在の人物を多く登場させたが、「シャイアン」はビリー・ザ・キッドを登場させている以外は余り実在のガンマンの役は出てこない。しかしその他に、カスター将軍が登場するエピソードが前後編であり、リトル・ビッグ・ホーンでの第七騎兵隊全滅事件の査問の場で突然シャイアンが現れて目撃者としてカスター将軍の最期を証言する場面がある[6]。
- シャイアンは生い立ちが混血児であったことで、差別を受けて、ある町の有力者ピアースの家族の元で保護を受けて育ったという背景を持っている。しかし、ある時にその有力者ピアースが対立するグループに濡れ衣を着せられて縛り首にされる事件が起こり、ピアース家の家族(幼い兄と妹)とも別れた過去があった。このシャイアンの1エピソードでは、その思い出深い町に20年ぶりにシャイアンが保安官として戻り、やがて事件の真相を確かめようとして、そこで過去に分かれたピアース家の子どもたちが大人になって別の氏名を名乗って復讐に来ていたことに最後に気づく場面があった[7]。
- この「シャイアン」に、悪役や端役で出演した俳優で後にスターになった者が多い。ジェームズ・ガーナー、ジェームズ・コバーン、リー・ヴァン・クリーフ、ジャック・イーラム、マイケル・フォレスト、デニス・ホッパー、ロッド・テイラー、ジョン・ラッセル（英語版）、マイク・コナーズ、アダム・ウェスト、ジョージ・ケネディなどが脇役で出演していた。
- 日本では同じ時間帯でライバル番組になった「ボナンザ」だが、主演のローン・グリーン、ダン・ブロッカー、マイケル・ランドン[8]の3人はいずれも「シャイアン」にゲスト出演している[9]。

## その他
- 「シュガーフット」はアメリカでは「シャイアン・ショー」の1シリーズとして「シャイアン」「ブロンコ」と同じ時間帯で放送されたが、日本では最初にNHKが購入して、「シャイアン」より早く1960年4月から「アリゾナ・トム」の題名で放映された。そしてわずか3ヵ月で放送中止となり、その後フジテレビ系で1962年4月から放映されて、日本では「シャイアン」「ブロンコ」とは全く別々になった。ただし「シャイアン」「ブロンコ」のエピソードで同じトム・ブルースター役で出演しているし、日本で「ブロンコ・シャイアン」で放送された時に最初のメインタイトルには「シャイアン」「ブロンコ」のテーマ音楽に「シュガーフット」のテーマ音楽も流れていた。
- クリント・ウォーカーは身長が2メートル近い巨漢で、抜擢されて筋骨隆々のヒーローを演じたが、歌を歌ったり踊ったりが出来る器用さを持ち合わせていた。「シャイアン」シリーズの中でも、あるエピソードで舞台に立って歌を歌うシーンがあり、フォスターの名曲「夢見る人」を披露して、実際レコードも発売された。
- クリント・ウォーカーは、このシャイアン役で大ブレークして「セブン・セントの決闘」「イエローストン砦」で主演したが次第に脇役に回り、1965年の日米合作でフランク・シナトラが監督・主演した「勇者のみ」では隊長役で出演して、日本から出演した三橋達也、加藤武らとも共演している。その後には「特攻大作戦」にも出演し、1970年代以降は主にTVムービーに出演した。1927年生まれで、2018年5月に90歳で死去した[10]。
- 放送時間は月曜19:00 - 20:00（JST）だったが、1962年10月より19:56にスポットニュース『JNNフラッシュニュース』が新設されたため、19:00 - 19:56（JST）に短縮した。
- 前期はシチズン時計[11]、後期は日本楽器（現：ヤマハ）[12]の一社提供。